# Gibellulopsis piscis
Gibellulopsis piscis är en svampart som beskrevs av Bat. & H. Maia 1959. Gibellulopsis piscis ingår i släktet Gibellulopsis och familjen Plectosphaerellaceae.   Inga underarter finns listade i Catalogue of Life.